# Erkki Salmenhaara
Erkki Olavi Salmenhaara (Helsinki 12 mars 1941 – 19 mars 2002) est un compositeur, critique, professeur et musicologue finlandais. Élève de Joonas Kokkonen à l'Académie Sibelius de Helsinki, puis de György Ligeti à Vienne, en 1963, il défend sa thèse de doctorat sur Ligeti à l'Université de Helsinki en 1969.

## Biographie
Salmenhaara travaille comme professeur de musicologie à l'Université de Helsinki de 1961 à 1975 et comme critique musical dans le quotidien Helsingin Sanomat, pendant plus de dix ans. Il reçoit de nombreux prix, en particulier pour sa biographie du compositeur Leevi Madetoja et son Histoire de la musique finlandaise (avec Fabian Dahlström et Mikko Heiniö, en quatre volume, 1996). La liste de ses écrits, articles, manuels et autres publications est une des plus volumineuses des musicologues finlandais, avec en particulier les biographies de Jean Sibelius, les études sur son Concerto pour violon, sur Tapiola et sur les symphonies de Brahms. Salmenhaara a été président de l'Association des compositeurs finlandais de 1974 à 1976 et de l'Association des orchestres symphoniques de 1974 à 1978.
Les œuvres de Salmenhaara sont peu diffusées en France, sinon par ses liens avec la Jeune Philharmonie de Seine-Saint-Denis qui lui a commandé plusieurs ouvrages, l'a souvent joué et enregistré et a créé Illuminations quelques jours après sa disparition.

## Œuvre
Salmenhaara a composé pour toutes les formations instrumentales et vocales, ainsi que de la musique électronique — un des premiers en Finlande — et un opéra, Portugalin nainen [« La femme portugaise »], sur un sujet de Robert Musil.
Son œuvre symphonique comprend cinq symphonies, les poèmes symphoniques Le Bateau ivre, Suomi-Finland, La Fille en minijupe, Illuminations, des concertos (pour cor, orgue, deux violons, violoncelle), ainsi que Requiem profanum pour piano, orgue, soprano, alto, baryton et cordes. Parmi ses œuvres électroniques, on peut retenir Antropoidien tanssi, réalisé avec Erkki Kurenniemi dans le studio de l'Université de Helsinki.
On est tenté de classer sa musique de maturité de néo-tonale ou néo-simpliste. Lui-même refusait la qualification de minimaliste.
- Siebzehn kleine Stücke pour clavier, 1957–1960
- Suoni successivi pour clavier à 4 mains, 1962
- Symphonie no 1, 1962
- Symphonie no 2, 1963
- Symphonie no 3, 1963–1964
- Le Bateau ivre, poème symphonique pour orchestre, d'après Arthur Rimbaud, 1965–1966
- Suomi, poème symphonique, 1966
- La fille en mini-jupe pour orchestre, 1967
- Requiem profanum, 1968–69
- Portugalin nainen [« La Femme portugaise »], opéra d'après Robert Musil, 1970–1972
- Symphonie no 4 « Nel mezzo del cammin di nostra vita », 1972
- Concerto pour cor, 1973
- Missa profana, 1977
- Introduktion und Choral, Orgelkonzert, créé par Karl-Erik Welin, 1978
- Concerto pour deux violons et orchestre, 1980
- Klaviersonate, 1981
- Concerto pour violoncelle, 1983–1087
- Lintukoto, Symphonie no 5 d'après Aleksis Kivi, 1989

## Prix
- Prix de l'information publique, 1988

## Publications
- Sointuanalyysi, 1968.
- Das musikalische Material und seine Behandlung in den Werken Apparitions, Atmosphères, Aventures und Requiem von György Ligeti (Dissertation), 1970.
- Tapiola : Sinfoninen runo Tapiola Sibeliuksen myöhäistyylin edustajana, 1970.
- Soinnutus : Harmoninen ajattelu tonaalisessa musiikissa, 1970.
- Tutkielmia Brahmsin sinfonioista, 1979.
- Jean Sibelius, 1984.
- Leevi Madetoja, 1987.
- Löytöretkiä musiikkiin : Valittuja kirjoituksia 1960–1990, 1991.
- Suomen musiikin historia 1–3, 1995–1996.

## Discographie
- Sonates pour piano nos 1 et 2 – Liisa Pohjola, piano (1975, LP His master's voice 5E06335065) (OCLC 658867528)
- Suomi-Finland, La Fille en mini-jupe, Adagietto, Le bateau ivre. Orchestre philharmonique de Tampere, dir. Eri Klas (2004, Ondine ODE-1031-2) (OCLC 419982529)
- Musique de chambre avec piano – Jouni Somero, piano ; Raymond Cox, violon ; Laura Bucht, violoncelle (25 avril/23 août 2009, FC-Records FCRCD-9727) (OCLC 917154599)
- L'Œuvre pour piano – Jouni Somero, piano (29-31 juillet et 15-16 août 2003, 2 CD FC-Records FCRCD-9707) (OCLC 906566298)
- Symphonies nos 2, 3 et 4 – Orchestre de la Radio finlandaise, Paavo Berglund, Petri Komulainen, Ulf Söderblom (Finlandia Classics FINCLA27).
- Symphonie no 5 « Lintukoto » – Orchestre de la Radio finlandaise, Akateeminen laulu, Riikka Hakola soprano, Jorma Hynninen baryton, Jorma Panula (UHCD350)
- Adagio pour hautbois et cordes, Elegia no  5, Lamento pour cordes. Orchestre de chambre Dionysos, Corinne Jobart, hautbois, Henri-Claude Fantapié : Lamenti du XXe siècle (MUSE93 CD110).
- L'Œuvre pour orgue : Toccata ; Intrada ; Prelude, interlude, postlude ; Canzona ; Ricercata ; Introduzione e toccata – Jan Lehtola, orgue Veikko Virtanen Oy (1980) de la Cathédrale de Turku (21 mai 2018, Toccata Classics) (OCLC 1182536095)